# Olivera Jevtićová
Olivera Jevtićová (cyrilicí Оливера Јевтић, * 24. července 1977 Užice) je srbská atletka, specialistka na vytrvalostní běhy. Je členkou klubu AK Mladost Užice, v letech 1998, 1999 a 2006 byla zvolena srbskou sportovkyní roku. Na mistrovství Evropy juniorů v atletice 1995 získala stříbrnou medaili v běhu na 10 000 metrů a bronzovou na 3000 metrů. Byla druhá na pětikilometrové trati na Mistrovství světa juniorů v atletice 1996. Na mistrovství Evropy v atletice do 23 let vyhrála běh na 10 000 m v letech 1997 a 1999, v roce 1999 přidala bronz na 5000 m. V letech 2000 až 2016 startovala na pěti olympijských hrách, nejlepším výsledkem bylo šesté místo v maratonu v roce 2004, na mistrovství světa v atletice obsadila v roce 2003 osmé místo. Je vicemistryní Evropy v maratonu z ME 2006. Vyhrála Rotterdamský maraton 2003, Bělehradský maraton 2007 a 2013 a Podgorický maraton 2008, 2009, 2012, 2014 a 2015. Na Středomořských hrách obsadila druhé místo v závodě na deset kilometrů v letech 2001 a 2009, má rovněž pět bronzových medailí z mistrovství Evropy v přespolním běhu (1997–2000 a 2006), sedmkrát vyhrála balkánský šampionát v krosu. Je srbskou rekordmankou na 5000 m, 10 000 m, v půlmaratonu a maratonu (2:25:23).